# Silversea Cruises
Silversea Cruises è una compagnia di navigazione specializzata in crociere di lusso con sede a Monaco. Fondata nel 1994, ha aperto la strada alla formula della crociera all-inclusive con la sua prima nave, la Silver Cloud.
Fondatore di Silversea è Manfredi Lefebvre d'Ovidio, figlio del giurista Antonio Lefebvre, dei conti di Balsorano. Dal 2018 la compagnia fa parte del Royal Caribbean Group.
A fine 2019 la società dispone di otto navi da crociera, ognuna delle quali trasporta dai 100 ai 540 passeggeri, dedicate a crociere lunghe (da sei mesi a un anno) per una clientela molto esclusiva.

## Storia
Silversea viene fondata nel 1988 da una joint venture costituita da V-Ships (precedentemente noto come Vlasov Group) di Monaco e della famiglia Lefebvre di Roma. I partecipanti congiunti erano precedentemente stati co-proprietari di Sitmar Cruises. Il fondatore della Silversea è Antonio Lefebvre d'Ovidio (1913-2011), avvocato marittimista e docente di diritto commerciale della navigazione all'Università di Bari, Roma e Napoli a partire dal 1938, anno in cui iniziò ad acquisire nell'Adriatico la flotta di navi cargo e traghetti, da cui la Sitmar Cruises prese avvio.
Il modello di business di Silversea è quello di operare con piccole navi, con sole suite di categoria extra-lusso, con solo tariffe all inclusive: comprese nel prezzo sono mance, bevande (compresi i vini selezionati a pranzo e cena), tasse portuali, assicurazione di viaggio, eventi a bordo e escursioni a terra. Poiché l'80% dei clienti di Silversea proviene dal Nord America, l'ufficio marketing si trova a Miami, in Florida.
La prima nave di Silversea, Silver Cloud, è entrata in servizio nell'aprile 1994, seguita nel gennaio 1995 da una nave gemella, la Silver Wind.
Nel settembre 2000, Silversea lancia la Silver Shadow e l'anno dopo la Silver Whisper.
Nel dicembre 2009, Silver Spirit esegue il suo viaggio inaugurale.
La Prince Albert II è stata ribattezzata in Silver Explorer per allineare i nomi sotto il tema dell'argento.
Nel 2012 viene annunciata l'acquisizione di Canodros SA, la principale compagnia turistica ecuadoriana che opera nelle isole Galapagos. L'acquisto della compagnia comprende anche la nave Galapagos Explorer II, che proseguirà il suo programma previsto di crociere e continuerà ad essere gestito da Canodros che continuerà anche le prenotazioni di movimentazione per Galapagos Explorer II, così come le vendite e marketing attraverso la sua consolidata rete di agenzie di viaggio e tour operator. Successivamente verrà inserita nel marchio Silversea con il nome di Silver Galapagos.
Il 24 luglio 2015, presso il Cantiere navale di Sestri Ponente, è iniziata la costruzione di quella che sarà la futura ammiraglia della flotta, la Silver Muse. La nave, che ha preso il mare il 3 aprile 2017, ha una stazza lorda di 40.700 tonnellate, una lunghezza di oltre 212 metri, una capacità di ospitare a bordo 596 passeggeri e un allestimento particolarmente ricercato.
Il 11 settembre 2017 Silversea Cruises e Fincantieri firmano un contratto, del valore di circa 310 milioni di euro, per la realizzazione di una nuova nave da crociera ultra-lusso che entrerà a far parte della flotta dell’armatore nel 2020. La nuova unità, si chiamerà Silver Moon, sarà gemella di Silver Muse, avrà una lunghezza di 212 metri, 40 700 tonnellate di stazza lorda e una capacità di 596 passeggeri.
Il 15 maggio 2018 Silversea ha commissionato a Fincantieri la costruzione della seconda gemella dell'ammiraglia Silver Muse dopo la Silver Moon, la nuova unità si chiamerà Silver Dawn e sarà consegnata nell’ultimo trimestre del 2021.

### A Royal Caribbean Group
Il 14 giugno 2018 viene annunciato che Royal Caribbean Cruises Ltd, ha acquistato il 66,7% delle azioni della compagnia per un valore di 1 miliardo di dollari, la compagnia entra a far parte del gruppo.
Il 9 ottobre 2018 viene annunciato tramite una nota che la compagnia ha firmato un contratto con Meyer Werft per la costruzione di due navi di una nuova classe denominata Evolution, la loro consegna avrà inizio nel 2022 e contestualmente, è stato annunciato la sigla di un contratto con il cantiere olandese De Hoop per la realizzazione di una piccola unità expedition che avrà la capacità di 100 passeggeri, verrà battezzata Silver Origin, sarà consegnata nel marzo 2020 e sarà impiegata alle Galapagos.
Nel luglio 2020, Royal Caribbean Group ha acquisito le rimanenti azioni di Silversea da Heritage Cruise Holding salendo al 100%. Lefebvre d’Ovidio mantiene comunque la carica di presidente operativo del brand; nello stesso tempo la sua holding di famiglia, la Heritage, sale al 2,5% delle quote di Royal Caribbean, diventando il terzo azionista, con un controvalore da 250 milioni di dollari.

## Flotta

### Flotta Silversea Cruises
La flotta Silversea Cruises comprende un totale di 8 navi in servizio ed è composta da:
| Nave           | Immagine | Bandiera | Stazza (GT) | Lunghezza (m) | Larghezza (m) | Entrata in servizio per Silversea | Cantiere                                                                        | Note |
| -------------- | -------- | -------- | ----------- | ------------- | ------------- | --------------------------------- | ------------------------------------------------------------------------------- | --- |
| Silver Moon    |          |          | 40.700      | 212           | 27            | 2020                              | Fincantieri (Ancona)                                                            | Attuale ammiraglia della flotta, è la nave più grande costruita per Silversea |
| Silver Muse    |          |          | 40.700      | 212           | 27            | 2017                              | Fincantieri (Sestri Ponente)                                                    | |
| Silver Spirit  |          |          | 39.519      | 211           | 27            | 2009                              | Fincantieri (Ancona)                                                            | Nel 2018 sono stati eseguiti importanti lavori di ristrutturazione, la nave è stata tagliata in due tronconi per aggiungere una nuova sezione aggiuntiva. La lunghezza della nave è passata da 195,8 a 210,7 metri, mentre la stazza è aumentata da 36.009 a 39.519 GT |
| Silver Shadow  |          |          | 28.258      | 186           | 24            | 2000                              | Cantiere navale Visentini (Porto Viro) scafo T. Mariotti (Genova) completamento | |
| Silver Whisper |          |          | 28.258      | 186           | 24            | 2001                              | Cantiere navale Visentini (Porto Viro) scafo T. Mariotti (Genova) completamento | |
| Silver Dawn    |          |          | 40.700      | 212           | 27            | novembre 2021                     | Fincantieri, Ancona                                                             | Classe Silver Muse |
| Silver Nova    |          |          | ~ 44.650    |               |               | 2023                              | Meyer Werft, Papenburg                                                          | classe Evolution |
| Silver Ray     |          |          | ~ 44.650    |               |               | 2024                              | Meyer Werft, Papenburg                                                          | classe Evolution |

### Flotta Silversea Expeditions
La flotta Silversea Expeditions comprende un totale di 3 navi in servizio ed è composta da:
| Nave          | Immagine | Bandiera | Stazza (GT) | Lunghezza (m) | Larghezza (m) | Entrata in servizio per Silversea | Cantiere                                                                        | Note |
| ------------- | -------- | -------- | ----------- | ------------- | ------------- | --------------------------------- | ------------------------------------------------------------------------------- | --- |
| Silver Origin |          |          | 5.800       | 101           | 16            | 2020                              | Cantiere navale De Hoop (Paesi Bassi)                                           | |
| Silver Wind   |          |          | 17.400      | 155           | 21            | 1995                              | Cantiere navale Visentini (Porto Viro) scafo T. Mariotti (Genova) completamento | Nel 2020 ha subito una profonda revisione, che ha dato alla nave la classificazione di classe ghiaccio.                                                                      |
| Silver Cloud  |          |          | 16.800      | 155           | 21            | 1994                              | Cantiere navale Visentini (Porto Viro) scafo T. Mariotti (Genova) completamento | Nel 2017 ha subito una profonda revisione, del valore di 46,5 milioni di dollari, nel cantiere navale Palumbo a Malta prima di unirsi alla flotta di spedizioni di Silversea |